# Dikaja sobaka dingo
Dikaja sobaka dingo (Дикая собака динго) è un film del 1962 diretto da Julij Jur'evič Karasik.